# Kortezy

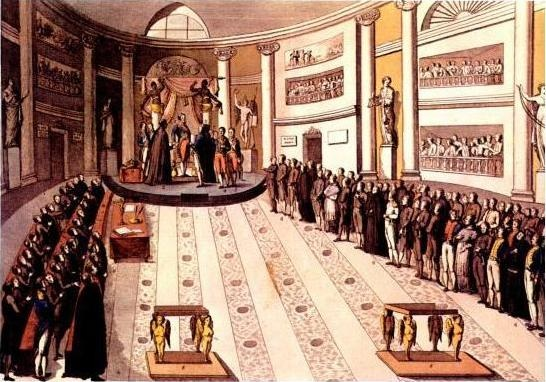
Ferdynand VII zaprzysięgający konstytucję na Kortezach w 1820

Kortezy (hiszp. Cortes, katal. Corts l.mn. od corte 'dwór' z łac. cohors dpn. cohortis 'pole ogrodzone; część obozu wojsk.; kohorta') – stanowe zgromadzenia przedstawicielskie w średniowiecznych państwach Półwyspu Iberyjskiego. Wyłoniły się z rady królewskiej (curia regis), do której, oprócz przedstawicieli rycerstwa i duchowieństwa, od XII-XIII w. powoływano także delegatów miast. W Katalonii-Aragonie zebrały się po raz pierwszy w Lleidzie w roku 1214. W Kastylii XIV-XVI w. przekształciły się stopniowo w reprezentację 18 miast; od końca XV w. ich rola była ograniczana; w XVII w. zwoływane sporadycznie, w Portugalii po raz ostatni w 1698; w Hiszpanii od 1724 Kortezy wszystkich części państwa obradowały wspólnie, faktycznie pozbawione uprawnień.
Nazwą tą określano także:
- w latach 1820–1910 parlament Portugalii w dobie monarchii konstytucyjnej, od 1826 dwuizbowy;
- w Hiszpanii XIX–XXI w. parlament, którego struktura (1 lub 2 izby) i kompetencje ulegały zmianom zależnym od stopnia liberalizacji politycznej; w latach 1931–1939 jednoizbowy parlament republiki, organ ustawodawczy, z wyborów powszechnych; za dyktatury Francisco Franco, od 1942 jednoizbowe zgromadzenie o charakterze główne doradczym, po części z nominacji, z urzędu i z wyboru przez korporacje zawodowe i samorządy.